# Paul-Loup Chatin
Paul-Loup Chatin, né le 19 octobre 1991 à Dourdan (Essonne), est un pilote automobile français.
Il est sacré champion European Le Mans Series 2013 catégorie LMPC, et champion European Le Mans Series 2014 au classement général.

## Biographie

### Enfance
Paul-Loup Chatin grandit en Beauce à Ouarville, au sud-est de l'Eure-et-Loir, et est issu d'une famille d'agriculteurs. Il travaille ses premières courbes à ski dans les Alpes où il passe toutes ses vacances d'hiver. Doué, on lui propose même d'entrer dans un pôle espoirs. Il a alors quatorze ans et ses parents préfèrent le garder près d'eux. Le ski reste un loisir et plus tard un job étudiant de moniteur.
Adolescent, il se découvre une autre passion : le karting. Ce milieu n'est pas connu de sa famille mais cela ne l'empêche pas de se battre pour le haut de la grille pendant quatre saisons (2006 à 2009).

### Carrière en monoplace (2010-2012)

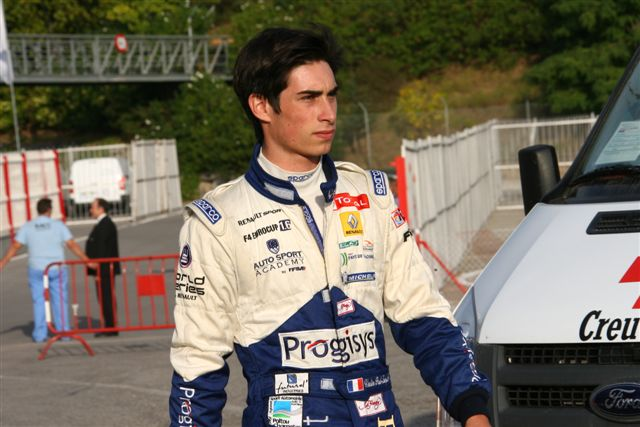
Chatin en F4.

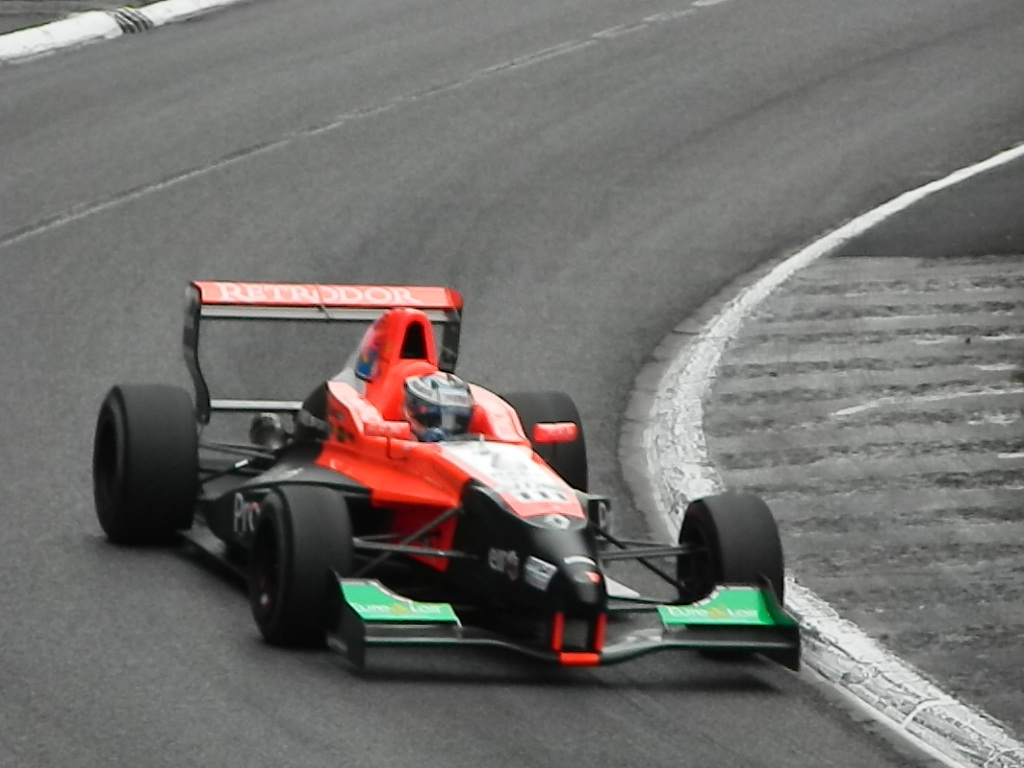
Paul-Loup Chatin en 2012 sur le circuit de Pau-Ville.

Paul-Loup Chatin réalise une saison réussie en 2010 en Formule 4, catégorie d'entrée en monoplace. Il remporte notamment deux victoires, lui permettant de terminer quatrième du championnat,.
À la suite de cette saison, il remporte le Volant Euroformula 2011, compétition entre plusieurs espoirs du sport automobile français. Il intègre ensuite les championnats Eurocup Formula Renault 2.0 et Formula Renault 2.0 Alps. Il décroche sa première victoire en Alps, championnat dans lequel il termine troisième. En Eurocup 2011, compétition plus relevée, il termine neuvième mais décroche sa première victoire sur le circuit Paul-Ricard,. Cette année-là, Chatin fait partie du FIA Institute Young Driver Excellence Academy.
Après une saison d'apprentissage en Eurocup, il devient membre de l'équipe de France de circuit. Lotus lui promet d'intégrer sa junior team en cas de troisième place. Il échoue en sixième position derrière des pilotes comme Stoffel Vandoorne et Daniil Kvyat. L'opportunité de grimper en Formule Renault 3.5 se présente tout de même, mais les contraintes financières sont trop lourdes. Alors, à vingt-et-un an, Paul-Loup Chatin referme le chapitre de la monoplace et ouvre celui de l'endurance, avec le projet Alpine.

### Succès en endurance avec Alpine (2013-2015)
Paul-Loup Chatin s'engage en endurance avec Signatech-Alpine. Alors que Signatech prévoyait d'inscrire deux voitures aux 24 Heures du Mans 2013, ils en sacrifient une pour raisons budgétaires, celle de Chatin. Il est pilote de réserve pendant une saison. Il participe tout de même à la journée Test pour se familiariser avec le circuit du Mans et à un programme en European Le Mans Series, dans une petite catégorie (LMPC) où ne sont engagées que quatre voitures. Il est sacré champion dans cette catégorie aux côtés de Gary Hirsch, avec trois victoires.
Une place lui est attribuée dans le baquet de l'A450 pour la saison 2014 aux côtés de Nelson Panciatici et Oliver Webb. Les trois pilotes forment l'un des équipages les plus jeunes (23 ans de moyenne). Lors de ses premières 24 Heures du Mans, un orage éclate lors de son premier relais mais l'Alpine, candidate à la victoire en LMP2, navigue entre les trois premières places durant les dix-huit premières heures de course. Le dimanche matin vers 9h, Chatin doit rentrer au stand au ralenti à cause d'un porte-moyeu endommagé qui fait perdre onze minutes. Le trio profite ensuite d'un problème technique de la concurrence pour rattraper son retard et accrocher le podium (7e au général). Chatin reçoit le prix Jean-Rondeau du meilleur débutant français. Le soir, l'émission Stade 2 lui consacre un long sujet. Alpine se tourne vers la suite du championnat ELMS. Victorieux au Red Bull Ring, sur le podium à Imola et au Paul-Ricard, le trio de Signatech combine performances et régularité. Lors de la dernière course à Estoril, malgré une course disputée, les dix points d'avance suffisent pour être sacré champion d'Europe de la catégorie LMP2,,.

### Panis-Barthez Compétition (2016)
Olivier Panis, et Fabien Barthez, lancent une équipe de course en endurance en janvier 2016. La voiture du Panis-Barthez Compétition est une Ligier JS P2 et elle court en ELMS et aux 24 Heures du Mans. Les pilotes sont Timothé Buret, Paul-Loup Chatin et Fabien Barthez.

## Vie privée
En parallèle de sa carrière de pilote, Paul-Loup Chatin suit des études à Sciences Po, en master « Communication ». Il entre par la suite en double master avec Télécom Paristech sur les problématiques « Innovation et nouvelles technologies ».

## Palmarès

### Résumé

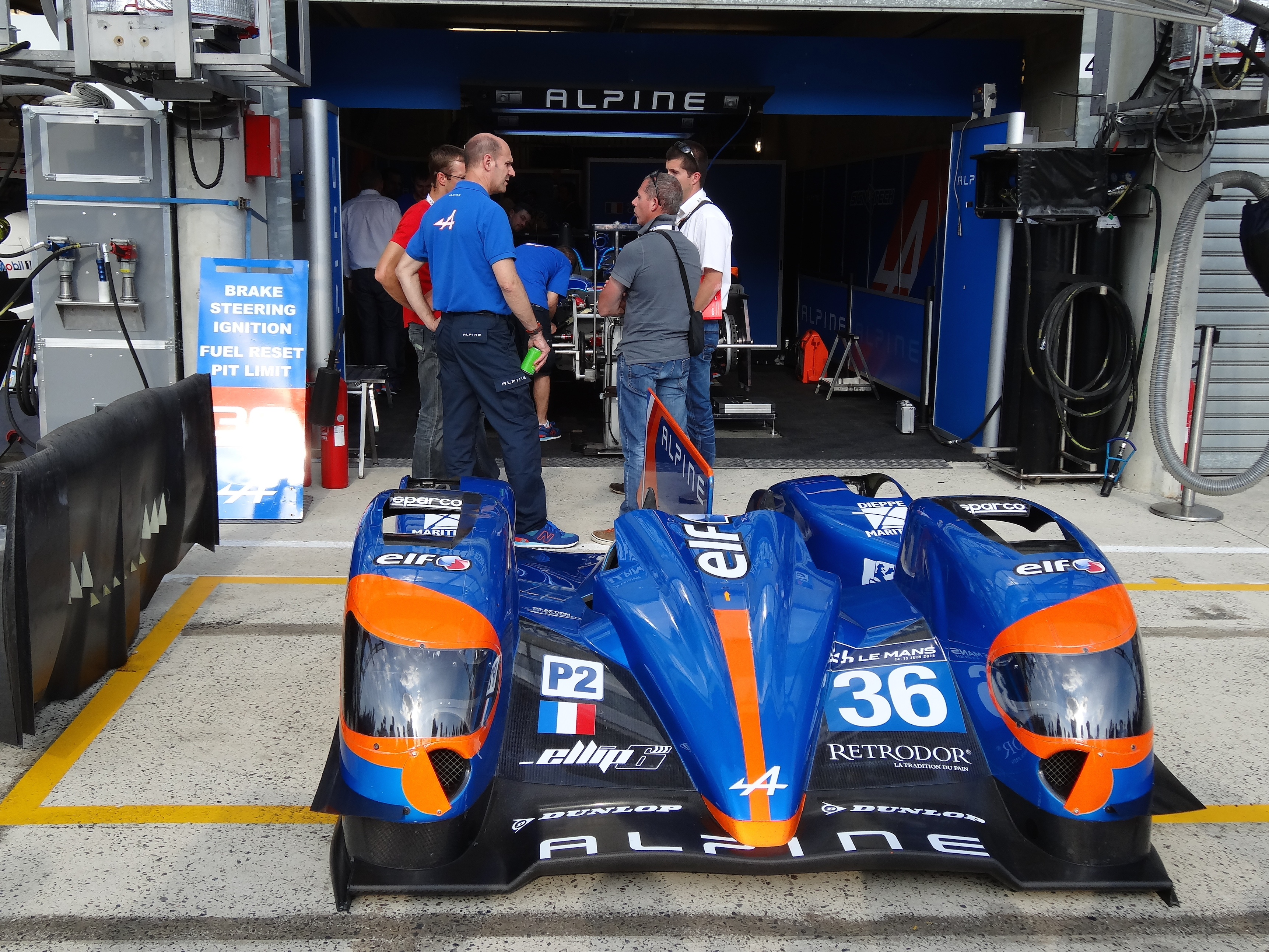
L'Alpine A450 de Paul-Loup Chatin durant les 24 Heures du Mans 2014.

- 2010 : vainqueur du Volant EuroFormula
- 2010 : 4e de la F4 Eurocup 1.6
- 2011 : pilote FIA Institute Young Driver Excellence Academy
- 2011 : 3e de la Formula Renault 2.0 Alps
- 2012 : pilote équipe de France circuit
- 2012 : 3e de la Formula Renault 2.0 Alps
- 2013 : champion en European Le Mans Series catégorie LMPC
- 2014 : champion en European Le Mans Series classement général et catégorie LMP2
- 2014 : 3e des 24 Heures du Mans en catégorie LMP2 (7e au général)
- 2023 : pole position des 24 heures du Mans en catégorie LMP2

### Résultats aux 24 Heures du Mans
| Saison | Écurie                    | Voiture             | Coéquipiers                          | Classe | Tours | Pos. | Pos. Class. Pos. |
| ------ | ------------------------- | ------------------- | ------------------------------------ | ------ | ----- | ---- | ---------------- |
| 2014   | Signatech Alpine          | Alpine A450         | Nelson Panciatici Oliver Webb        | LMP2   | 355   | 7e   | 3e               |
| 2015   | Signatech Alpine          | Alpine A450b        | Nelson Panciatici Vincent Capillaire | LMP2   | 110   | Abd. | Abd.             |
| 2016   | Panis-Barthez Compétition | Ligier JS P2-Nissan | Fabien Barthez Timothé Buret         | LMP2   | 347   | 12e  | 8e               |
| 2018   | IDEC Sport                | Oreca 07            | Paul Lafargue Memo Rojas             | LMP2   | 312   | Abd. | Abd.             |
| 2019   | IDEC Sport                | Oreca 07            | Paul Lafargue Memo Rojas             | LMP2   | 364   | 10e  | 5e               |
| 2020   | IDEC Sport                | Oreca 07            | Richard Bradley Paul Lafargue        | LMP2   | 366   | 10e  | 6e               |
| 2021   | IDEC Sport                | Oreca 07            | Paul Lafargue Patrick Pilet          | LMP2   | 359   | 11e  | 6e               |
| 2022   | IDEC Sport                | Oreca 07            | Paul Lafargue Patrick Pilet          | LMP2   | 366   | 12e  | 7e               |
| 2023   | IDEC Sport                | Oreca 07            | Paul Lafargue Laurents Hörr          | LMP2   | 327   | 14e  | 6e               |

### Résultats aux 24 Heures de Daytona
| Saison | Écurie                    | Voiture  | Coéquipiers                              | Classe | Tours | Pos. | Pos. Class. |
| ------ | ------------------------- | -------- | ---------------------------------------- | ------ | ----- | ---- | ----------- |
| 2021   | Era Motorsport            | Oreca 07 | Ryan Dalziel Dwight Merriman Kyle Tilley | LMP2   | 787   | 6e   | 1re         |
| 2022   | Era Motorsport            | Oreca 07 | Ryan Dalziel Dwight Merriman Kyle Tilley | LMP2   | 38    | Abd. | Abd.        |
| 2023   | PR1/Mathiasen Motorsports | Oreca 07 | Ben Keating Nicolas Lapierre Alex Quinn  | LMP2   | 757   | 13e  | 7e          |

## Récompenses
- Élu Revelation of the Year du championnat European Le Mans Series 2013
- Prix Jean Rondeau aux 24 Heures du Mans 2014
- Élu pilote de l'année LMP2 par l'ACO (Automobile Club de l'Ouest) en 2014